# ALD-52
ALD-52（1-acetyl-lysergic acid diethylamide，1-乙酰基麦角酸二乙酰胺）是一种有机化合物，化学式为C22H27N3O2，为迷幻药物麥角酸二乙酰胺（LSD）的衍生物，可作为迷幻药物。